# Publio Vinicio
Publio Vinicio (fl. I secolo) è stato un politico romano, console nel 2 d.C. insieme a Publio Alfeno Varo.

## Biografia
Figlio di Marco Vinicio, che era stato console suffetto nel 19 a.C. e comandante in Germania, fu senatore durante il regno di Augusto e di Tiberio; fu eletto console nel 2 d.C., quando Tiberio tornò  a Roma da Rodi. In seguito fu legato imperiale in Macedonia e in Tracia, dove comandò una legione come tribuno militare sotto Lucio Calpurnio Pisone.  Diversi anni dopo il suo consolato, Vinicio fu governatore proconsolare in Asia  tra il 10 e il 15 d.C., con maggiore probabilità nel 10-11 d.C..
Suo figlio Marco fu console per ben due volte nel 30 e nel 45 d.C..